# Pencing Bekulo
Pencing Bekulo is een bestuurslaag in het regentschap Siak van de provincie Riau, Indonesië. Pencing Bekulo telt 2316 inwoners (volkstelling 2010).